# Garrina vulcan
Garrina vulcan är en mångfotingart som beskrevs av Chamberlin 1943. Garrina vulcan ingår i släktet Garrina och familjen storjordkrypare. Inga underarter finns listade i Catalogue of Life.